# 碘化钐
碘化钐是一种钐的碘化物，化学式为SmI3。它可用于有机合成。

## 制备及性质
碘化钐可由氧化钐和氢碘酸反应，经蒸发溶剂、氯化钙干燥，可以结晶出九水合物（SmI3·9H2O）。水合物和碘化铵加热，得到无水物。
Sm2O3 + 6HI → 2SmI3 + 3H2O
它和金属钐在四氢呋喃中反应，可以得到碘化亚钐：
2 SmI3 + Sm → 3 SmI2
它和SmOI、NaI和Na在钽制容器中反应，可以得到Sm4OI6。